# Мырзашев, Рысбек
Рысбек Мырзашевич Мырзашев (каз. Рысбек Мырзашұлы Мырзашев; 26 февраля 1932, с. Ондирис, Акмолинский район, Казакская АССР, РСФСР, СССР — 18 апреля 1987, Чимкент, Казахская ССР, СССР) — советский казахский государственный, партийный и общественный деятель. Герой Социалистического Труда (1972).

## Биография
Родился в селе Ондирис Акмолинского района Казакской АССР.
Окончил Казахский государственный сельскохозяйственный институт в Алма-Ате (1957) и Высшую партийную школу при ЦК КПСС. Член КПСС с 1960 года.
Работал инженером-электриком Атбасарского ремонтно-механического завода.
В 1959—1963 гг. — первый секретарь Атбасарского райкома комсомола, ответственный организатор ЦК ЛКСМ Казахстана, второй секретарь Целиноградского обкома комсомола.
В 1963—1970 гг. — заместитель секретаря парткома Есильского сельхозуправления, инструктор Целиноградского обкома партии, второй секретарь Ерментауского райкома партии, председатель Ерментауского райисполкома.
В 1970—1977 гг. — первый секретарь Есильского райкома партии. За большие успехи, достигнутые в увеличении производства и продажи государству зерна, сахарной свеклы, хлопка, других продуктов земледелия, и проявленную трудовую доблесть на уборке урожая удостоен звания Героя Социалистического Труда указом Президиума Верховного Совета СССР от 13 декабря 1972 года c вручением ордена Ленина и золотой медали «Серп и Молот».
В 1977—1982 гг. — второй секретарь Восточно-Казахстанского обкома Компартии Казахстана.
В 1982—1985 гг. — председатель Павлодарского облисполкома.
С июля 1985 г. — первый секретарь Чимкентского обкома Компартии Казахстана.
Избирался депутатом Верховного Совета Казахской ССР 9, 10 и 11 созывов. Кандидат в члены ЦК КПСС (с марта 1986 года).
Почётный гражданин города Чимкент.
Повесился в собственной квартире 18 апреля 1987 года, не выдержав психологического давления из-за возможных обвинений в коррупции. Похоронен в Шымкенте.